# Faber l'investigatore
Faber l'investigatore (Der Fahnder) è il primo ciclo di 91 puntate della più estesa serie televisiva tedesca «Der Fahnder» in 203 episodi trasmessi per la prima volta nel corso di 12 stagioni dal 1984 al 2005, con varie interruzioni.
È una serie poliziesca inizialmente incentrata sui casi affrontati dall'investigatore della polizia Faber che spesso agisce con metodi non convenzionali e che per questo si trova in contrasto con i superiori ed i colleghi. La serie è caratterizzata da frequenti cambi nel cast (lo stesso Klaus Wennemann, che interpreta Faber, lasciò la serie dopo 91 episodi).

## Personaggi e interpreti
- Faber (91 episodi, 1984-1993), interpretato da Klaus Wennemann.
- Norbert Rick (103 episodi, 1984-2001), interpretato da Dietrich Mattausch.
- Thomas Becker (47 episodi, 1988-1997), interpretato da Jörg Schüttauf.
- Tom Wells (44 episodi, 1994-2005), interpretato da Martin Lindow.
- Max Kühn (91 episodi, 1984-1993), interpretato da Hans-Jürgen Schatz.
- Martin Riemann (38 episodi, 1997-2001), interpretato da Michael Lesch.
- Susanne (91 episodi, 1984-1993), interpretata da Barbara Freier.
- Otto Schatzschneider (34 episodi, 1984-1996), interpretato da Dieter Pfaff.
- Müller (9 episodi, 1986-1993), interpretato da Norbert Wartha.
- Dottoressa Katharina Winkler (8 episodi, 1997-2005), interpretata da Astrid M. Fünderich.
- Konstantin Broecker (7 episodi, 1997-2005), interpretato da Sascha Posch.
- Ledermann (6 episodi, 1998-1999), interpretato da Jim Boeven.
- Frank Dennert (6 episodi, 1993-1997), interpretato da George Lenz.
- Guido Kroppeck (5 episodi, 2001-2005), interpretato da Andreas Windhuis.
- Weidler (3 episodi, 1985-1992), interpretato da Claus-Dieter Reents.
- Henske (3 episodi, 1985-1998), interpretato da Karl-Heinz von Liebezeit.
- Stocker (3 episodi, 1986-2001), interpretato da Martin Semmelrogge.
- Hansen (3 episodi, 1986-1999), interpretato da Oliver Stritzel.
- Herr Zimmermann (3 episodi, 1986-1988), interpretato da Franz Boehm.
- Renate (3 episodi, 1988-1992), interpretato da Simone Brahmann.
- Cornelia 'Conny' Seitz (3 episodi, 1993-1997), interpretata da Susann Uplegger.
- Carlo (3 episodi, 1994-1999), interpretato da Gennadi Vengerov.

## Produzione
La serie fu prodotta da Bavaria Film, Colonia Media e Westdeutsches Werbefernsehen e girata negli studios della Bavaria a Grünwald e a Colonia in Germania.

### Registi
Tra i registi della serie sono accreditati:
- Michael Zens in 29 episodi (1995-2005)
- Peter Adam in 19 episodi (1988-1999)
- Werner Masten in 16 episodi (1985-1990)
- Dominik Graf in 11 episodi (1985-1993)
- Peter Fratzscher in 6 episodi (1986-1988)
- Erwin Keusch in 5 episodi (1985-1986)
- Rüdiger Nüchtern in 5 episodi (1992-1993)
- Wolfgang Panzer in 4 episodi (1986-1990)
- Stephan Meyer in 3 episodi (1984-1985)
- Michael Mackenroth in 3 episodi (1990-1994)
- Max Färberböck in 3 episodi (1990)
- Martin Eigler in 3 episodi (2001)
- Martin Gies in 2 episodi (1986)
- Volker Maria Arend in 2 episodi (1988)
- Georg Borgel in 2 episodi (1991-1992)
- Jürgen Bretzinger
- Hajo Gies
- Ulrike Hamacher
- Ed Herzog
- Caroline Link
- Norbert Skrovanek
- Hans Werner
- Pit Weyrich

### Sceneggiatori
Tra gli sceneggiatori della serie sono accreditati:
- Uwe Erichsen in 18 episodi (1986-1994)
- Bernd Schwamm in 10 episodi (1986-1993)
- Klaus Bädekerl in 7 episodi (1985-1994)
- Isolde Sammer in 7 episodi (1985-1994)
- Ulf Miehe in 3 episodi (1985-1986)
- Klaus Richter in 3 episodi (1985-1986)
- Ulrich Limmer in 3 episodi (1986-1988)
- Peter Adam in 3 episodi (1988)
- Walter Weber in 2 episodi (1985-1988)
- Claus Cornelius Fischer in 2 episodi (1988-1994)
- Michael Hild in 2 episodi (1988)
- Wolfgang Schweiger in 2 episodi (1988)
- Günter Schütter in 2 episodi (1992-1993)
- Andy T. Hoetzel in 2 episodi (1993)
- Sven Poser in 2 episodi (2001-2005)
- Ingmar Gregorzewski
- Werner Masten
- Sönke Lars Neuwöhner
- Mathias Schnelting
- Xao Seffcheque
- Thomas Wittenburg

## Distribuzione
La serie fu trasmessa in Germania dal 21 settembre 1984 (pilot) e dal 10 ottobre 1985 (1º episodio) al 29 agosto 2005 sulla rete televisiva ARD. In Italia è stata trasmessa dal 16 marzo 1988 su RaiDue con il titolo Faber l'investigatore.
Alcune delle uscite internazionali sono state:
- in Germania il 21 settembre 1984 (pilot) (Der Fahnder)
- in Francia il 16 luglio 1989 (L'enquêteur)
- in Spagna (El investigador)
- in Finlandia (Ajo päällä)
- in Italia (Faber l'investigatore)

## Episodi
| Stagione            | Episodi | Prima TV Germania | Prima TV Italia |
| ------------------- | ------- | ----------------- | --------------- |
| Prima stagione      | 28      | 1984-1986         |                 |
| Seconda stagione    | 22      | 1988              |                 |
| Terza stagione      | 12      | 1990              |                 |
| Quarta stagione     | 19      | 1991-1992         |                 |
| Quinta stagione     | 9       | 1993              |                 |
| Sesta stagione      | 20      | 1994              |                 |
| Settima stagione    | 26      | 1996-1997         |                 |
| Ottava stagione     | 13      | 1998              |                 |
| Nona stagione       | 13      | 1999              |                 |
| Decima stagione     | 13      | 2000-2001         |                 |
| Undicesima stagione | 13      | 2001              |                 |
| Dodicesima stagione | 13      | 2005              |                 |